# Podzemelj
Podzemelj – wieś w Słowenii, w gminie Metlika. W 2018 roku liczyła 144 mieszkańców.